# Lindy Ruff
Lindy Cameron Ruff (* 17. Februar 1960 in Warburg, Alberta) ist ein ehemaliger kanadischer Eishockeyspieler und derzeitiger -trainer, der für die Buffalo Sabres und die New York Rangers in der National Hockey League aktiv war. Als Cheftrainer betreute er anschließend die Buffalo Sabres, die Dallas Stars und die New Jersey Devils, bevor er im April 2024 ein zweites Mal bei den Sabres engagiert wurde und für diese seither tätig ist.

## Karriere als Spieler
Lindy Ruff begann seine Karriere 1976 in der kanadischen Juniorenliga WCHL, die heutige Western Hockey League, bei den Lethbridge Broncos, für die er bis 1979 spielte. Im NHL Entry Draft 1979 wurde er von den Buffalo Sabres in der zweiten Runde an Position 32 ausgewählt.
Nachdem zwei Verteidiger der Sabres zu Beginn der Saison 1979/80 ausfielen, nahm Ruff eine Position in der Defensive ein und konnte sich somit einen Stammplatz im Team erkämpfen. Er wechselte im Laufe seiner Karriere allerdings öfters zwischen den Positionen als Stürmer und Verteidiger. Gleich in seiner ersten Saison schaffte er es mit den Sabres auf Platz zwei in der NHL und bis ins Halbfinale um den Stanley Cup. Näher sollte er in seiner Spielerkarriere nicht mehr an den Stanley Cup herankommen.
Aufgrund seiner Führungsqualitäten ernannten ihn die Sabres 1986 zum Mannschaftskapitän. Im März 1989 wurde er zu den New York Rangers transferiert, wo er in zweieinhalb Jahren aber nur 83 Mal zum Einsatz kam.
1991/92 spielte er für die Rochester Americans in der unterklassigen AHL, ehe er seine Karriere nach der Saison 1992/93 bei den San Diego Gulls in der IHL beendete.
Lindy Ruff war bekannt für seinen Einsatz, seine Führungsqualitäten und für seine physische Härte.

## Karriere als Trainer
1993 heuerte Lindy Ruff bei dem gerade neugegründeten NHL-Team Florida Panthers als Assistenz-Trainer von Roger Neilson an. Die Panthers hatten für ein neues Team einen sehr guten Start in ihre erste Saison und verpassten die Playoffs nur knapp mit einem Punkt Rückstand hinter den New York Islanders. In der Spielzeit 1994/95 scheiterten sie erneut um einen Punkt am Einzug in die Endrunde. Cheftrainer Neilson wurde entlassen und durch Doug MacLean ersetzt, Lindy Ruff blieb weiterhin Assistenztrainer.
Der Trainerwechsel machte sich bezahlt, in der Saison 1995/96 belegten die Panthers Platz vier der Eastern Conference und kämpften sich in den Playoffs von Runde zu Runde, unterlagen im Stanley-Cup-Finale jedoch deutlich in vier Spielen gegen die Colorado Avalanche. In der Saison 1996/97 schafften sie es erneut in die Playoffs, schieden aber diesmal in der ersten Runde aus.
Lindy Ruff bekam nach der Saison das Angebot von den Buffalo Sabres, deren Kapitän er als Spieler war, Cheftrainer zu werden und er unterschrieb am 21. Juli 1997 einen Vertrag bei seinem ehemaligen Team. Unter ihm erzielte das Team in den ersten beiden Jahren einige Erfolge. 1999 kamen sie bis ins Finale der Eastern Conference und 2000 bis ins Stanley-Cup-Finale, welches sie gegen die Dallas Stars verloren.
Nach den zwei erfolgreichen Jahren erreichten die Sabres zweimal die Playoffs, konnten sich jedoch dreimal in Folge nicht qualifizieren. Erst in der Spielzeit 2005/06 gelang erneut der Sprung in die Endrunde und der Einzug ins Eastern-Conference-Finale. Da Ruff das Ergebnis der Sabres in der regulären Saison um 25 Punkte im Vergleich zur vorgehenden Spielzeit steigerte, wurde er mit dem Jack Adams Award als bester Trainer der National Hockey League ausgezeichnet.
Zu Beginn der Saison 2006/07 stellten die Sabres den Startrekord der Toronto Maple Leafs mit zehn Siegen in Folge ein. Und auch im Laufe der restlichen Saison präsentierten sich die Sabres in Bestform. Im Januar 2007 wurde Lindy Ruff zum Trainer der Eastern Conference für das NHL All Star-Game ernannt, da sein Team zu dem Zeitpunkt auf dem ersten Platz im Osten lag. Im Februar 2007 sorgte Ruff für Aufregung in einem Spiel gegen die Ottawa Senators. Nachdem Starspieler Chris Drury sich nach einem Check von Ottawas Chris Phillips verletzt hatte und es dafür keine Strafe gab, schickte Ruff mit Adam Mair, Andrew Peters und Patrick Kaleta die Reihe mit seinen härtesten Spielern aufs Eis, die die beste Sturmreihe der Senators in eine Massenschlägerei verwickelte. Zwischen Ruff und Ottawas Trainer Bryan Murray, der General Manager der Florida Panthers war, als Ruff dort als Assistenz-Trainer arbeitete, kam es daraufhin zu einem heftigen Wortgefecht. Lindy Ruff erhielt wenige Tage darauf von der NHL eine Geldstrafe in Höhe von 10.000 US-Dollar. Die Buffalo Sabres schlossen die reguläre Saison schließlich als bestes Team der NHL ab und gewannen zum ersten Mal die Presidents’ Trophy. Hauptgrund für den Erfolg war der ausgeglichene Kader des Teams, da mit Chris Drury, Jason Pominville, Thomas Vanek und Daniel Brière vier Spieler mindestens 30 Tore erzielten.
Am 6. Januar 2011 verbuchte Ruff seinen 500. Sieg als Trainer in der NHL, als die Sabres mit 3:0 bei den San Jose Sharks gewannen.
Lindy Ruff wurde nach einem holprigen Start der Sabres in die durch den Lockout verkürzte Saison am 20. Februar 2013 von seinen Aufgaben als Sabres-Headcoach entbunden. Bis zu diesem Zeitpunkt war keiner der aktuellen Trainer der NHL so lange bei seinem Team angestellt wie Lindy Ruff. Im Juni 2013 übernahm er den Posten des Cheftrainers der Dallas Stars. In Dallas erreichte Ruff zweimal die Playoffs und führte die Stars einmal an die Spitze der Central Division, ohne jedoch dauerhaften Erfolg etablieren zu können. Sein auslaufender Vertrag wurde nach der Saison 2016/17 nicht verlängert, sodass er im Juli 2017 von den New York Rangers als Assistent von Alain Vigneault verpflichtet wurde.
Nach drei Jahren als Co-Trainer der Rangers wurde er im Juli 2020 von den New Jersey Devils als Cheftrainer verpflichtet. Dort wiederum war er etwa dreieinhalb Saisons aktiv, ehe man sich im März 2024 von ihm trennte und seinen bisherigen Assistenten Travis Green interimsweise engagierte.
Nur wenig später gaben die Buffalo Sabres im April 2024 die Rückkehr von Ruff als deren Cheftrainer bekannt. Dort trat der Kanadier, der das Team zuletzt von 1997 bis 2013 betreute, die Nachfolge von Don Granato an.

### NHL-Trainerstatistik
Stand: Ende der Saison 2023/24
S=Siege; N=Niederlagen; U=Unentschieden; OTL=Niederlage nach Verlängerung bzw. Shootout

## Erfolge und Auszeichnungen

### Als Cheftrainer
- 2006 Jack Adams Award
- 2007 NHL All Star-Game (Trainer der Eastern Conference)